# Park Narodowy Voyageurs
Park Narodowy Voyageurs (ang. Voyageurs National Park) – park narodowy położony w stanie Minnesota w Stanach Zjednoczonych. Park powstał 8 kwietnia 1975 roku. Jego powierzchnia wynosi 882 km². Jak wszystkie parki narodowe w Stanach Zjednoczonych zarządzany jest przez National Park Service.
Park obejmuje swoim zasięgiem kilka dużych jezior, między innymi Rainy Lake i jest popularnym miejscem rekreacji oraz turystyki wodnej. Po wykupieniu stosownego zezwolenia na terenie parku dozwolone jest uprawianie wędkarstwa.